# Matarranya

Comarca Matarranya

Matarranya (Matarraña în spaniolă) este o comarcă, din provincia Teruel în regiunea Aragón (Spania). Reședința comarcii este Valderrobres. Limba care se vorbește în Matarranya este catalană.
Aceastǎ comarcǎ primește numele de Matarranya datoritǎ râului principal care se trece prin zonă, râul Matarranya. 

## Lista municipiilor din comarca Matarranya
- Arenys de Lledó/Arens de Lledó
- Beseit/Beceite
- Calaceit/Calaceite
- Fondespatla/Fuentespalda
- Fórnols/Fórnoles
- La Freixneda/La Fresneda
- Lledó
- Massalió/Mazaleón
- Mont-roig/Mont-roig
- Pena-roja/Peñarroya de Tastavins
- La Portellada
- Ràfels/Ráfales
- Torredarques/Torre de Arcas
- La Torre del Compte/Torre Del Compte
- Valljunquera/Valjunquera
- Vall-de-roures/Valderrobres
- La Vall del Tormo/Valdeltormo